# 지로현

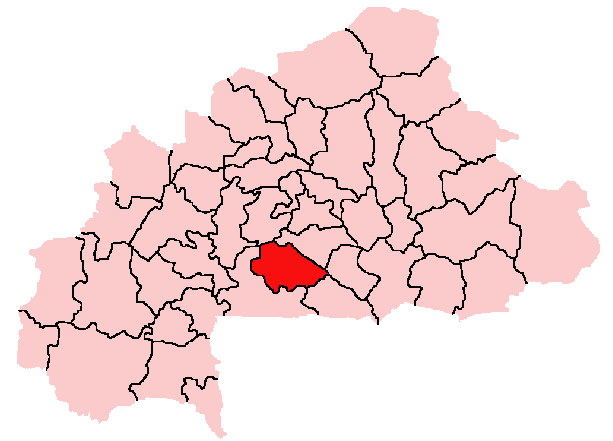
지로현의 위치

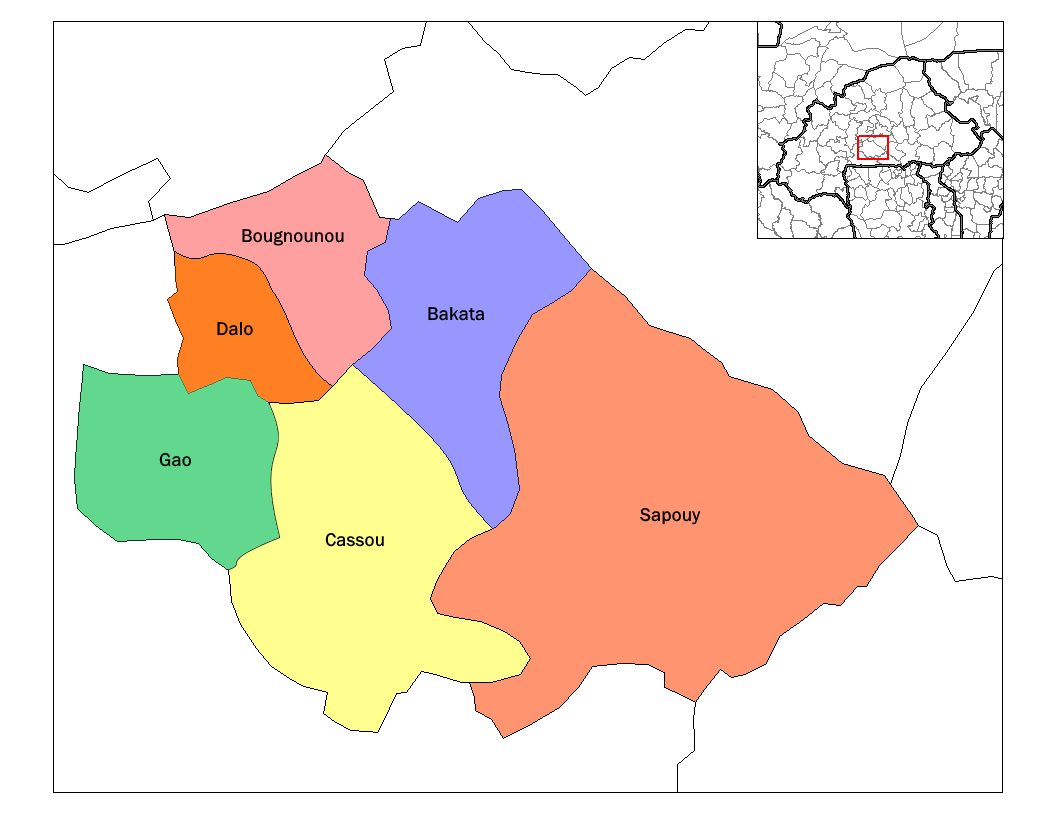
지로현의 행정 구역

지로현(프랑스어: Ziro)은 부르키나파소 중서부주에 위치한 현으로, 현도는 사푸이이며 면적은 5,139km2, 인구는 175,607명(2006년 기준)이다. 6개 군(부그누누군, 카수군, 사푸이군, 가오군, 달로군, 바카타군)을 관할한다.

## 같이 보기
- 부르키나파소의 주
- 부르키나파소의 현